# Descarrilamiento de tren en Kroonstad de 2018
El 4 de enero de 2018, un tren de pasajeros operado por Shosholoza Meyl colisionó con un camión en un paso a nivel en la estación de Ginebra entre Hennenman y Kroonstad, Free State, Sudáfrica. El tren se descarriló y siete de los doce vagones se incendiaron. Veintiún personas murieron y 254 personas resultaron heridas.

## Accidente
Aproximadamente a las 09:15 hora local (07:15 UTC) del 4 de enero de 2018, un tren de pasajeros, operado por Shosholoza Meyl, que transportaba a 429 pasajeros, viajaba de Port Elizabeth a Johannesburgo cuando colisionó con un camión en Ginebra. Paso a nivel de la estación, a unos 200 kilómetros (120 millas) al suroeste de Johannesburgo.
Los testigos declararon que el camión no se detuvo en el paso a nivel, a pesar de que el conductor del tren dio una advertencia tocando el claxon. El camión, junto con sus dos remolques, fue arrastrado por alrededor de 400 metros (1.300 pies), y un automóvil que era transportado en el tren también fue aplastado por el tren descarrilado.
La locomotora que transportaba el tren era la locomotora diésel eléctrica Clase C30EMP N.º 3018, propiedad de Sheltam. La locomotora y los 12 vagones del tren se descarrilaron; siete vagones se incendiaron. Los cables eléctricos de arriba se habían roto durante la colisión, causando el incendio. 9 Los primeros en responder fueron agricultores locales y sus trabajadores que corrieron al lugar de la colisión con equipos de extinción de incendios y comenzaron a sacar a la gente de los carruajes en llamas. Testigo presencial y agricultor Willie du Preez, dijo que el incendio comenzó 10 minutos después de la colisión, con las primeras llamas detrás de la locomotora que se extendió hacia los vagones descarrilados y los pasajeros atrapados. Veintiún personas murieron y 254 resultaron heridos. Aproximadamente a las 20:50 hora local, se canceló la búsqueda y el rescate.
El conductor del camión sobrevivió a la colisión e intentó huir de la escena, pero fue arrestado y llevado a un hospital. La policía ha abierto un caso de homicidio involuntario contra el conductor. El conductor del camión dio negativo del alcohol en una estación de policía.

## Investigaciones
El Ministro de Transporte de Sudáfrica, Joe Maswanganyi, anunció que se lanzaría una investigación. Maswanganyi también dijo que "la policía está investigando. El conductor del camión se estaba arriesgando eso costó muchas vidas". El Regulador de Seguridad Ferroviaria (RSR) es responsable de investigar los accidentes ferroviarios en Sudáfrica. El propietario de la camioneta articulada, Cordene Trading, expresó las condolencias de la empresa a las víctimas y sus familias a través del abogado de la empresa.
El conductor describió, al ver el camión en el cruce, cómo tocó la bocina del tren y aplicó los frenos con la realización de que él y su ayudante no podían hacer nada ya que estaban atrapados en la cabina. El conductor y su mujer el asistente estaba gravemente herido y sufrió lesiones en el cuello y la cabeza.
En un hallazgo preliminar, la investigación del RSR sobre la velocidad del tren indica que viajaba a 78 km/h cuando golpeó al camión en una pista de 90 km/h. Solo cuatro de los pasajeros muertos en la colisión son reconocibles, pero aún permanecen sin identificar.  Dos de los géneros de la víctima no pueden ser identificados en este momento, mientras que las otras víctimas son cuatro niñas, ocho hombres y cinco mujeres.